# Claude Dagens
Pour les articles homonymes, voir Dagens.
Claude Dagens [daʒɑ̃s], né le 20 mai 1940 à Caudéran, est un prélat catholique français, évêque émérite d'Angoulême et membre de l'Académie française.

## Biographie

### Origines et formation
Claude Jean Pierre Dagens, fils unique d'un fonctionnaire municipal de la ville de Bordeaux, est né à Caudéran (aujourd'hui quartier de Bordeaux) le 20 mai 1940, dans une famille croyante.
Après ses études au lycée Michel-Montaigne de Bordeaux, il intègre l'École normale supérieure (promotion 1959) et obtient l'agrégation de lettres classiques en 1963. À sa sortie de l'École normale, il choisit la prêtrise, malgré l'opposition de sa mère. Membre de l'École française de Rome (1965-1967), il est licencié de l'Institut pontifical d'archéologie chrétienne et, en 1975, docteur ès lettres avec une thèse sur saint Grégoire le Grand, soutenue à l'université Paris IV sous la direction d'Henri-Irénée Marrou, qu'il considère comme son maître à penser.

### Principaux ministères
Après avoir eu des responsabilités nationales au sein de la JEC au début des années 1960, il est ordonné prêtre le 4 octobre 1970 pour le diocèse de Bordeaux. Il exerce son ministère dans la paroisse Saint-Jacques du Haut-Pas à Paris, de 1970 à 1972, puis dans celle de Saint-Ferdinand de Bordeaux, de 1972 à 1987.
Il prend rapidement des positions publiques sur la place de la religion dans les problèmes sociétaux : une tribune dans Le Monde, « Aller à l'essentiel », sur les limites du mouvement de Mai 68 et un ouvrage en 1971, Éloge de notre faiblesse. En 1974, il écrit dans le premier numéro en français de Communio. Il consacre la majeure partie de son temps à l'enseignement comme professeur au séminaire interdiocésain de Bordeaux de 1972 à 1987 et comme doyen de la faculté de théologie de Toulouse de 1981 à 1987.
Le 3 juillet 1987, il est nommé évêque auxiliaire de Poitiers et évêque titulaire de Vulturaria (de) par le pape Jean-Paul II et il reçoit la consécration épiscopale le 20 septembre de la même année à Bordeaux. Le 15 juin 1993, il est nommé évêque coadjuteur de Georges Rol, évêque d'Angoulême, auquel il succède le 22 décembre 1993. À ce titre, il célèbre les obsèques de François Mitterrand à Jarnac le 11 janvier 1996. Cette même année, il dirige la publication de la Lettre aux catholiques de France, qui lui vaut le prix de l'Académie française.
Au sein de la Conférence des évêques de France, il est membre du comité « Études et projets » et membre de la Commission doctrinale.
Conseillé par Ambroise-Marie Carré, prêtre académicien mort en 2004, à Hélène Carrère d'Encausse pour siéger sous la Coupole, il est élu à l'Académie française le 17 avril 2008, au premier tour pour succéder à René Rémond, prenant également le rôle d'« aumônier des académiciens » du père Carré. Il est reçu sous la Coupole le 14 mai 2009 par Florence Delay.
En novembre 2007, Claude Dagens est nommé président du groupe de travail de la Conférence des évêques de France sur « l'indifférence religieuse et la visibilité de l'Église ».
Le 9 novembre 2015, le pape accepte sa démission du siège épiscopal d'Angoulême, et nomme Hervé Gosselin pour lui succéder.

## Prises de position
À travers ses prises de positions, parfois en dehors des discours officiels de sa hiérarchie, il fait preuve d'une vision ouverte de la place dans la société laïque, adepte du dialogue avec les différentes religions.

### Église et société
Claude Dagens a rédigé trois rapports importants[réf. nécessaire] :
- en 1994, Proposer la foi dans la société actuelle, I ;
- Proposer la foi dans la société actuelle, II ;
- en 1996, Proposer la foi dans la société actuelle, III.

Sur le thème de la place de l'Église dans la société française un siècle après la loi de séparation de l'Église et de l'État, il y analyse le défi que représente la proposition de la foi dans cette société. Ces rapports ont fait l'objet d'une Lettre des évêques aux catholiques de France en 1996. Il reprend ces différents éléments dans La nouveauté chrétienne dans la société française, espoirs et combats d’un évêque publié en 2005.

### Œcuménisme
Dans un article dans l'hebdomadaire protestant Réforme, il exprime tout ce qu'il a appris de la tradition protestante et appelle à relever le défi d'un dialogue œcuménique qui permette de mieux se connaître et « apprendre de Dieu les uns par les autres »".

### Motu proprio Summorum Pontificum
Il a écrit un commentaire du motu proprio Summorum Pontificum publié par le pape Benoît XVI en 2007, où après avoir dit comprendre les raisons qui ont guidé le pape dans son souhait de « réconciliation avec les catholiques traditionalistes », son « souci de favoriser une compréhension authentique du Concile Vatican II » et sa « volonté de mettre la liturgie au service de la foi commune au Dieu de Jésus-Christ », il exprime ses inquiétudes de voir la liturgie instrumentalisée par des groupes de pression et rappelle les exigences d'une « réconciliation véritable »[source insuffisante].

### Guerre civile syrienne
Au sujet de la guerre civile syrienne, il s'est dit favorable à une intervention militaire sur place (« un “avertissement” armé “proportionné” sous la forme d'un “coup de semonce” », « Après quelques jours de réflexion, je penche pour une intervention armée »), et a déclaré le 11 septembre 2013 sur Radio Notre-Dame que la prise de Maaloula par des islamistes était « une opération de propagande qui reconstruit l'histoire et qui l'instrumentalise en essayant de faire croire que la guerre et les violences qui se déroulent actuellement en Syrie seraient d'ordre confessionnel ». Le patriarche Grégoire III Laham, accusé par Dagens d'être l'allié politique et financier de Bachar el-Assad, considère ses propos comme gravement diffamatoires dans une lettre datée du 13 septembre 2013.

## Distinctions
- Officier de la Légion d'honneur (12 juillet 2008)[10]

## Publications
- Éloge de notre faiblesse, Éditions ouvrières, Paris, 1971.
- Saint Grégoire le Grand. Culture et expérience chrétiennes, Paris, Études augustiniennes, 1977.
- L'homme renouvelé par Dieu, Paris-Montréal, DDB-Bellarmin, coll. « Croire aujourd'hui », 1978.
- Le Maître de l'impossible, Paris, Communion-Fayard, 1982 (deuxième édition 1988).
- Liberté et passion : la foi chrétienne dans l'histoire, Paris, Éditions Saint-Paul, 1995.
- Proposer la foi dans la société actuelle, Paris, Le Cerf, 1994, 3 vol.
- Lettre aux catholiques de France, Paris, Le Cerf, 1996. Prix de l'Académie française.
- L'Église et les Français : crise de la foi, crise morale, crise sociale. Quatorze évêques répondent, Paris, Éditions Robert Laffont, 1997.
- Entrer dans le dialogue de la foi, Paris, Anne Sigier, 2001.
- Va au large, Paris, Parole et Silence, 2001.
- avec Véronique Margron, Le rosaire de lumière, Paris, Le Cerf, 2003.
- avec Jean Baubérot, L'Avenir de la laïcité, Paris Parole et Silence, 2005.
- La nouveauté chrétienne dans la société française. Espoirs et combats d’un évêque, Paris, Le Cerf, 2005.
- Sur les traces du Christ avec Simon-Pierre, François et Thérèse de Lisieux. Retraites à Rome, à Assise et à Lisieux, Paris, Parole et Silence, 2006.
- préface à L'Unité de l'Église de Cyprien de Carthage, Paris, Le Cerf, « coll. Sources chrétiennes », 2006.
- introduction aux Carnets posthumes d'Henri-Irénée Marrou, Paris, Le Cerf, 2006.
- [dir.] Pour l'éducation et pour l'école, des catholiques s'engagent, Paris, Éditions Odile Jacob, 2007.
- Méditation sur l'Église catholique en France : libre et présente, Paris, Le Cerf, 2008.
- Aujourd'hui l'Évangile, Paris, Parole et Silence, 2009.
- Passion d'Église, Paris, Parole et Silence, « coll. Communio », 2009.
- Entre Épreuves et Renouveaux : la passion de L’Évangile. Indifférence religieuse, visibilité de l'Église et évangélisation, Paris, Le Cerf, 2010.
- Discours de réception de Mgr Claude Dagens à l'Académie française et réponse de Florence Delay, suivis des allocutions prononcées à l'occasion de la remise de la croix, Paris, Le Cerf, 2011.
- Catholiques en France, réveillons-nous!, Montrouge, Bayard, 2012.
- Catholiques et présents dans la société française. Foi en Dieu et démocratie, Montrouge, Bayard, 2012.
- Quoi de neuf chez les cathos ?, Coll. "Quoi de neuf ?", Elytis, 2012.
- À l'ami qui s'est brisé. Lettres de Jésus à Judas. Bayard, 2014.
- Dieu est Dieu : Quête de l'humanité commune, en collaboration avec  Guy Coq et  Emmanuel Falque le Cerf août 2015   (ISBN 978-2204105828).
- Tout ce que j'apprends : confessions croisées d'un chrétien et d'un citoyen, Cerf, janvier 2022  (ISBN 9782204148481).